# لیگ برتر والیبال زنان ایران ۱۳۸۹
لیگ برتر والیبال زنان ایران ۱۳۸۹ دهمین دوره مسابقات والیبال لیگ برتر زنان و بالاترین سطح مسابقات باشگاهی والیبال زنان در ایران است.
این دوره از بازی‌ها ۷ آبان‌ماه ۱۳۸۹ با حضور ۹ تیم آغاز شد و در ۱۳ اسفند ۱۳۸۹ پس از ۷۲ بازی با قهرمانی پرسپولیس تهران به پایان رسید.
تیم‌های شهرداری بندرعباس،بانوان شیراز، ذوب‌آهن اصفهان، شهرداری کرمان، ستاد گاز تهران، یخچالسازی بوژان لرستان و فردوسی همدان در این دوره شرکت کردند. تیم یخچالسازی بوژان لرستان از ادامه مسابقات انصراف داد.

## رده‌بندی پایانی
| رتبه | تیم            | صعود و سقوط                                  |
| ---- | -------------- | -------------------------------------------- |
| ۱    | پرسپولیس تهران | صعود به مسابقات قهرمانی باشگاه های زنان آسیا |
| ۲    | ذوب‌آهن اصفهان  |                                              |
| ۳    | گاز تهران      |                                              |